# Новорайский сельский совет
Новорайский сельский совет (укр. Новорайська сільська рада) — входит в состав
Бериславского района
Херсонской области
Украины.
Административный центр сельского совета находится в 
пос. Новорайск.

## История
- 1921 — дата образования.

## Населённые пункты совета
- пос. Новорайск
- пос. Заможное
- с. Костырка